# Múscul transvers superficial del perineu
El múscul transvers superficial del perineu (musculus transversus perinei superficialis), és un múscul parell i estret que, com el seu nom indica, està en la capa superficial i de manera transversal al perineu; passa per davant de l'anus.
El transvers superficial del perineu neix de fibres que s'estenen en la porció interna i anterior de la tuberositat isquiàtica; des d'allí es dirigeixen cap a dins. Acaba en el nucli fibrós del perineu, unint-se en aquest punt amb el múscul del costat oposat. En aquest punt també es troba, per darrere, amb l'esfínter extern de l'anus i amb el múscul bulbocavernós del mateix costat.
La seva funció probablement és la de contribuir en la fixació del nucli fibrós, del tendó central del perineu, i com a suport del sòl pelvià. Potser també tingui un paper en la defecació –en comprimir el conducte anal–, i en l'ejaculació. És un múscul innervat pel nervi púdic.
Existeixen nombroses variacions anatòmiques segons l'individu. Poden estar absent en uns individus o presentar un nombre doble en uns altres. En alguns casos l'esfínter extern de l'anus s'entrecreua davant de l'anus i continua després unit al transvers superficial del perineu.

## Imatges

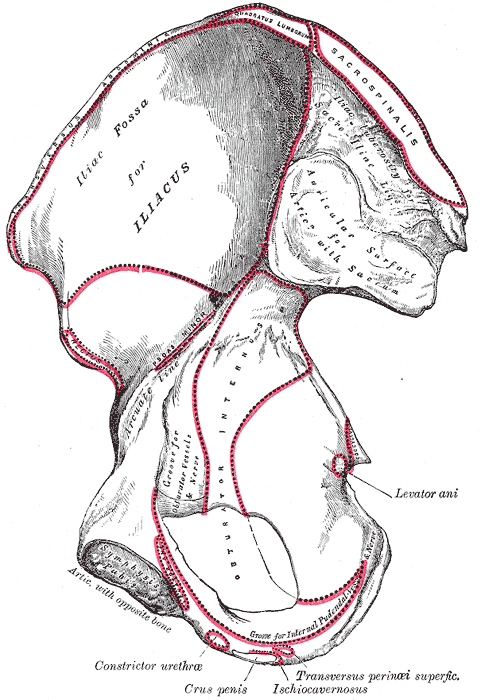
Maluc dret. Superfície interna.